# کومورو آیلندز ایرلاین
کومورو آیلندز ایرلاین (به انگلیسی: Comoro Islands Airline) یک شرکت هواپیمایی است که در ۲۰۰۸ میلادی تأسیس شده‌است. دفتر مرکزی کومورو آیلندز ایرلاین در مورونی، مجمع‌الجزایر قمر واقع شده‌است.